# Сила

На тіло, підвішене на пружині діє сила земного тяжіння і сила реакції пружини

Си́ла — фізична величина, що характеризує ступінь взаємодії тіл. Якщо на певне тіло діють інші тіла, то ця дія (взаємодія) проявляється в збереженні стану відносної рівноваги тіла, у зміні форми та розмірів тіла (тіло деформується), або/та у зміні швидкості тіла (тіло рухається з прискоренням). У першому випадку маємо статичний прояв сили, у другому — динамічний. Виходячи з цього можливі два способи визначення сили: за деформацією тіла (наприклад, пружини) і за прискоренням, отриманим тілом.
Сила є векторною величиною — крім числа, що позначає більшу чи меншу дію, вона характеризується ще й точкою прикладання та напрямком дії. Властивості вектора сили можуть залежати від прийнятої моделі тіл. Так, в механіці абсолютно твердого тіла дія сили не залежить від точки прикладання. В цьому розділі механіки сила є ковзним вектором. Силу здебільшого позначають латинською літерою {\displaystyle \mathbf {F} } (від англ. force), де жирний шрифт вказує, що це вектор. Вектор також позначають стрілочкою {\displaystyle {\vec {F}}}. Абсолютна величина сили позначається нежирним шрифтом: {\displaystyle F}.
Сили вивчаються в розділах механіки, які називаються динамікою і статикою. Динаміка вивчає питання, пов'язані з рухом тіл під впливом сил, а в статиці розглядаються умови рівноваги нерухомих тіл.

## Історія поняття
Поняття сили використовували ще вчені античності у своїх роботах зі статики й динаміки. Вивченням сил у процесі конструювання простих механізмів займався в III ст. до н. е. Архімед. Упродовж кількох століть домінували помилкові уявлення Арістотеля, що рухається тільки рухоме, що для руху тіла необхідно застосувати до нього силу. Це помилкове твердження виправив у XVII столітті Ісаак Ньютон, використовуючи для опису сили математичні методи.
І. Ньютон поставив за мету описати рух об'єктів, виходячи з поняття інерції та сили. Зробивши це, він також встановив, що всякий механічний рух підпорядковується загальним законам збереження. У 1687 Ньютон опублікував свою знамениту працю «Математичні начала натуральної філософії», у якій виклав три основоположних закони класичної механіки (закони Ньютона).
Механіка Ньютона залишалася загальноприйнятою протягом майже трьохсот років. На початку XX століття Альберт Ейнштейн у своїх роботах із теорії відносності показав, що ньютонівська механіка правильна лише при порівняно невеликих швидкостях руху і масах тіл в системі, уточнивши тим самим основні положення кінематики та динаміки і описавши деякі нові властивості простору-часу.

## Види сил

### Фундаментальні взаємодії
Сила визначається як кількісна характеристика взаємодії між тілами. Серед усіх типів взаємодії, що існують у природі, традиційно виділяють 4 види так званих фундаментальних взаємодій: гравітаційна, електромагнітна, сильна (ядерна) і слабка. Для опису двох із цих взаємодій, гравітаційної та електромагнітної, класична фізика використовує поняття сили.
Гравітаційна взаємодія описується законом всесвітнього тяжіння. Тіло з масою {\displaystyle m_{2}} притягається до тіла з масою {\displaystyle m_{1}} із силою:
{\displaystyle \mathbf {F} _{12}=-G{\frac {m_{1}m_{2}}{r_{12}^{2}}}\mathbf {\hat {r}} _{12}},
де {\displaystyle \mathbf {F} _{12}} — вектор сили, що діє на перше тіло з боку другого, {\displaystyle r_{12}} — відстань між тілами 1 та 2, G — гравітаційна стала, {\displaystyle \mathbf {\hat {r}} _{12}} — одиничний вектор напрямлений від тіла 1 до тіла 2;.
Сила електромагнітної взаємодії називається силою Лоренца. Вона діє з боку електричного і магнітного полів на тіла, які мають електричний заряд. На тіло із зарядом {\displaystyle q} в електричному полі з напруженістю {\displaystyle \mathbf {E} } і магнітному полі з магнітною індукцією {\displaystyle \mathbf {B} } діє сила
{\displaystyle \mathbf {F} =q\mathbf {E} +{\frac {q}{c}}[\mathbf {v} \times \mathbf {B} ]},
де {\displaystyle \mathbf {v} } — швидкість тіла, а {\displaystyle c} — фізична стала швидкість світла.
Два інші типи фундаментальних взаємодій — сильна і слабка, діють між елементарними частинками. Для опису цих взаємодій використовуються методи, які виходять за рамки класичної фізики. Поняття сили для характеристики цих взаємодій не застосовують.

### Інші сили
Сили в механіці — вага, сила пружності, сила тертя, сила тяжіння, сила реакції опори, сила Архімеда та інші зумовлені двома фундаментальними взаємодіями — гравітаційними та електромагнітними. Проте, запис коректних формул для обчислення цих сил (особливо на основі законів електромагнетизму) є надзвичайно складною математичною задачею.
В механіці для визначення таких сил використовують формули, які є результатом скрупульозних експериментальних досліджень; в цих формулах електромагнітні взаємодії «заховані» в кінематичних та динамічних характеристиках тіла та середовища, у якому тіло знаходиться. До цих похідних сил належать:
Вага — сила, з якою тіло, внаслідок притягання до Землі, діє на опору або розтягує підвіс. Якщо опора (підвіс) нерухома або рухається рівномірно і прямолінійно відносно Землі, то вага дорівнює силі тяжіння. Якщо опора є горизонтальною, то вагу можна означити і як силу пружності у взаємодії тіла з опорою. Якщо опора — похила площина, то вага тіла — рівнодійна сили пружності і сили тертя спокою, з якими тіло діє на опору. Вплив обертання Землі на вагу тіла є несуттєвим.
Сила пружності — сила, що виникає всередині речовини при деформації твердого тіла, і яка намагається відновити початкові форму та/або розміри тіла (протидіє деформації).
Сила реакції — сила пружності, що діє на тіло з боку опори або підвісу. Якщо тіло знаходиться на нерухомій опорі, то сила реакції чисельно дорівнює вазі тіла. Якщо опора є похилою, то сила реакції — рівнодійна сил пружності (сила нормальної реакції) і сили тертя спокою, з якою площина діє на тіло.
Сила тертя — сила, що виникає між стичними поверхнями різних тіл, або між частинами одного і того ж суцільного тіла (рідина, газ). Іноді у поняття тертя включають і силу опору середовища (при русі тіл в рідинах і газах).
Сила опору середовища — сила, що діє на тіло, яке рухається в рідині або газі і обумовлюється дією сили в'язкості і сили лобового опору. Сумарну силу, яка діє на тіло, часто означають як силу опору середовища. Вона залежить від швидкості руху тіл, їх форми і розмірів. Проєкція сили опору середовища на напрям переміщення — величина від'ємна.
Сила тяжіння — сила, з якою тіло притягується до Землі за законом всесвітнього тяжіння.
Сила Архімеда — сила, з якою діє рідина або газ на занурене в неї тіло.
Реактивна сила — сила, що діє на тіло із змінною масою. При цьому відділена від основного тіла (або приєднана до нього) маса повинна мати відмінну від нуля швидкість відносно основного тіла. Для реактивних двигунів вживається і термін «сила тяги».
Сила інерції — сила, що діє на тіло при розгляді руху в неінерційних системах відліку.
Сила Коріоліса — одна з сил інерції, що існує в системі відліку, що обертається, і виявляється при русі в напрямі під кутом до осі обертання.
Сила поверхневого натягу — сили, що виникають на поверхні фазового розділу. Має електромагнітну природу, будучи макроскопічним проявом міжмолекулярної взаємодії. Сила натягу направлена по дотичній до поверхні розділу фаз; виникає внаслідок некомпенсованого притягання молекул, що знаходяться на межі розділу фаз, молекулами, що знаходяться не на межі розділу фаз.
Якщо робота, що здійснюються силами, залежить тільки від початкового і кінцевого положень тіла і не залежить від траєкторії його переміщення, то такі сили називають консервативними, або потенціальними силами. При дії консервативних сил виконується закон збереження механічної енергії.
Робота консервативних сил по любій замкнутій траєкторії дорівнює 0. Системи в яких діють тільки консервативні сили називають консервативними.
Якщо робота, що здійснюються силою, залежить від траєкторії переміщення тіла, то така сила називається дисипативною. Системи в яких діють дисипативні сили називають неконсервативними.

## Розмірність сили
У Міжнародній системі величин (ISQ) сила має розмірність: F = LMT−2. У Міжнародній системі одиниць (SI) сила вимірюється в ньютонах: Н = кг · м / с2. В системі СГС сила вимірюється в динах = г · см / с2. Паундаль — одиниця вимірювання сили в системі FPS.
Крім цих одиниць в літературі іноді зустрічаються застарілі одиниці сили, такі, як кілограм-сила, яка визначається як сила, що надає тілу масою 1 кг прискорення, рівне прискоренню вільного падіння.

### Фізичний зміст одиниці вимірювання сили в SI
Для інерційних систем відліку в системі SI за 1 Н взяли таку сталу силу, яка за час 1 с змінює швидкість тіла масою 1 кг на 1 м/c, при умові, що вектор сили та вектор швидкості лежать на одній лінії, що проходить через центр мас тіла.

## Графічне представлення

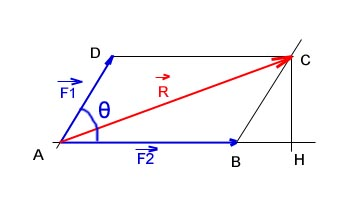
Векторне додавання сил

Якщо на тіло діють декілька сил ({\displaystyle {\vec {F_{1}}},{\vec {F_{2}}},\ldots ,{\vec {F_{n}}}}), то результуюча сила — рівнодійна сила — знаходиться за правилом додавання векторів:
{\displaystyle {\vec {R}}={\vec {F_{1}}}+{\vec {F_{2}}}+{\vec {F_{3}}}+\ldots +{\vec {F_{n}}}.}
Для двох сил ({\displaystyle {\vec {F_{1}}}} і {\displaystyle {\vec {F_{2}}}}) це — правило паралелограма: {\displaystyle {\vec {R}}={\vec {F_{1}}}+{\vec {F_{2}}}}. Пряма, вздовж якої спрямована сила, називається лінією дії сили. Якщо вважати тіло недеформованим (абсолютно тверде тіло), то силу можна вважати прикладеною у довільній точці по її лінії дії. Модуль рівнодійної сили (за теоремою косинусів)
{\displaystyle R={\sqrt {F_{1}^{2}+F_{2}^{2}+2F_{1}F_{2}\cos \theta }},}
де {\displaystyle F_{1}} і {\displaystyle F_{2}} — модулі сил, {\displaystyle \theta } — кут між векторами {\displaystyle {\vec {F_{1}}}} і {\displaystyle {\vec {F_{2}}}}. Справедливе і зворотне твердження, що сила {\displaystyle {\vec {R}}} розкладається на дві складові {\displaystyle {\vec {F_{1}}}} і {\displaystyle {\vec {F_{2}}}}.

Сили, які діють на тіло на похилій площині

Сили, які діють на тіла, графічно зображаються стрілками. Зазвичай сили відкладають від центра маси. На рисунку праворуч для прикладу зображені сили, які діють на тіло, що знаходиться на похилій площині. Таких сил три: сила тяжіння (позначена {\displaystyle m{\vec {g}}}), сила реакції опори (позначена {\displaystyle {\vec {N}}}) і сила тертя (позначена {\displaystyle {\vec {f}}}). Якщо тіло нерухоме, то всі ці сили зрівноважені: перпендикулярною до площини силою реакції опори, а паралельною до похилої площини — силою тертя:
{\displaystyle mg\cos \theta =N}
{\displaystyle mg\sin \theta =f}

## Ньютонівська механіка

### Перший закон Ньютона
Перший закон Ньютона стверджує, що існують системи відліку, у яких тіла зберігають стан спокою або рівномірного прямолінійного руху за відсутності дії на них з боку інших тіл або при взаємній компенсації цих впливів. Такі системи відліку називаються інерційними. Ньютон припустив, що кожен масивний об'єкт має певний запас інерції, який характеризує «природний стан» руху цього об'єкта. Ця ідея заперечує погляд Аристотеля, який розглядав спокій «природним станом» об'єкта. Перший закон Ньютона суперечить фізиці Аристотеля, одним з положень якої є твердження про те, що тіло може рухатися з постійною швидкістю лише під дією сили. Той факт, що в механіці Ньютона в інерційних системах відліку спокій фізично не відрізняється від рівномірного прямолінійного руху, є обґрунтуванням принципу відносності Галілея. Серед сукупності тіл принципово неможливо визначити — які з них перебувають «у русі», а які «знаходяться у спокої». Говорити про рух можна лише відносно якоїсь системи відліку. Закони механіки виконуються однаково у всіх інерційних системах відліку, іншими словами всі вони є механічно еквівалентними. Останнє випливає з так званих перетворень Галілея.

### Другий закон Ньютона
Другий закон Ньютона у сучасному формулюванні записується так: в інерційній системі відліку швидкість зміни імпульсу матеріальної точки дорівнює векторній сумі усіх сил, що діють на цю точку.
{\displaystyle {\frac {d{\vec {p}}}{dt}}={\vec {F}},}
де {\displaystyle {\vec {p}}} — імпульс матеріальної точки, {\displaystyle {\vec {F}}} — сумарна сила, що діє на матеріальну точку. Другий закон Ньютона стверджує, що дія незбалансованих сил приводить до зміни імпульсу матеріальної точки.
З означення імпульсу:
{\displaystyle {\frac {d{\vec {p}}}{dt}}={\frac {d(m{\vec {v}})}{dt}},}
де {\displaystyle ~m} — маса, {\displaystyle {\vec {v}}} — швидкість.
У класичній механіці при швидкостях руху, що значно менші за швидкість світла, маса матеріальної точки вважається сталою, що дозволяє виносити її за цих умов за знак диференціала:
{\displaystyle m{\frac {d{\vec {v}}}{dt}}={\vec {F}}.}
З врахуванням визначення прискорення точки, другий закон Ньютона набуде вигляду:
{\displaystyle m{\vec {a}}={\vec {F}}.}
Вважається, що це друге найпоширеніше формулювання у фізиці, хоча сам Ньютон ніколи явним чином не записував цей закон у такому вигляді. Вперше дане формулювання можна зустріти у працях К. Маклорена та Л. Ейлера.
Оскільки в будь-якій інерційній системі відліку прискорення тіла є однаковим і не змінюється при переході від однієї системи до іншої, то й сила є інваріантною по відношенню до такого переходу.
У всіх явищах природи сила, незалежно від свого походження, проявляється тільки в механічному сенсі, тобто як причина порушення рівномірного і прямолінійного руху тіла в інерційній системі координат. Зворотне твердження, тобто встановлення факту рівномірного прямолінійного руху, не свідчить про відсутність сил, що діють на тіло, а лише про те, що дії цих сил взаємно врівноважуються. Іншими словами: їх векторна сума є вектор з модулем, рівним нулю. На цьому ґрунтується вимірювання величини сили, коли вона компенсується силою, величина якої відома.
Другий закон Ньютона дозволяє обчислювати величину сили. Наприклад, знання маси планети Сонячної системи і її доцентрового прискорення при русі по орбіті дозволяє обчислити величину сили гравітаційного тяжіння, що діє на цю планету з боку Сонця.

### Третій закон Ньютона
Для двох довільних тіл (наприклад, тіло 1 і тіло 2) третій закон Ньютона стверджує, що сила дії тіла 1 на тіло 2 супроводжується появою рівної за модулем, але протилежно спрямованої сили, що діє на тіло 1 з боку тіла 2.. Математично закон записується так:
{\displaystyle {\vec {F}}_{1,2}=-{\vec {F}}_{2,1}.}
Цей закон вказує, що сили завжди виникають парами «дія-протидія». Якщо тіло 1 і тіло 2 знаходяться в одній системі, то сумарна сила в системі, обумовлена взаємодією цих тіл дорівнює нулю:
{\displaystyle {\vec {F}}_{1,2}+{\vec {F}}_{\mathrm {2,1} }=0.}
Це означає, що в замкнутій системі не існує незбалансованих внутрішніх сил. Це приводить до того, що центр мас замкнутої системи не може рухатись з прискоренням. Окремі частини системи можуть прискорюватися, але лише таким чином, що система у цілому залишиться у стані спокою або рівномірного прямолінійного руху. Однак у випадку, якщо зовнішні сили почнуть діяти на систему, то її центр мас почне рухатись з прискоренням, що пропорційне зовнішній результуючій силі і обернено пропорційним до маси системи.

## Вимірювання
Величину сили вимірюють, зрівноважуючи її з якоюсь іншою силою, для якої існує градуйована шкала. Прилад для вимірювання сили називається динамометром або силоміром. Процедура вимірювання сили називається динамометрією.

## 4-сила
У теорії відносності силі відповідає 4-вектор:
{\displaystyle f^{i}=\left({\frac {\mathbf {F} \cdot \mathbf {v} }{\sqrt {1-v^{2}/c^{2}}}},{\frac {\mathbf {F} }{\sqrt {1-v^{2}/c^{2}}}}\right)},
де c — швидкість світла у вакуумі, {\displaystyle \mathbf {v} } — швидкість тіла, {\displaystyle \mathbf {F} } — звичайна тривимірна сила. Нульова або часова складова 4-вектора сили є за своєю суттю потужністю. При {\displaystyle v\ll c}, релятивістські поправки до сили малі.
Другий закон Ньютона в теорії відносності записується через 4-вектори майже аналогічним чином
{\displaystyle mc{\frac {du^{i}}{ds}}=f^{i}},
де {\displaystyle m} — маса тіла, {\displaystyle u^{i}} — 4-вектор швидкості, а ds — просторово-часовий інтервал.

## Зв'язок із іншими фізичними величинами
Через силу визначаються інші фізичні величини, зручніші для розв'язування відповідних фізичних задач.
Тиск визначається, як відношення сили до площі поверхні, на яку сила діє. При цьому важлива тільки нормальна до поверхні складова сили. Аналогічне визначення має поняття механічного напруження, це узагальнення дія тиску на нерідкі суцільні середовища.
Для статики важливу роль відіграє поняття моменту сили, оскільки для неточкових тіл значення має не тільки величина і напрям сили, а й точка, до якої ця сила прикладена. Момент сили використовується для тих фізичних задач, у яких сила призводить не до поступального руху, а до обертання.
При вивченні зіткнень між тілами й ударів використовується поняття імпульсу сили, що визначається не тільки силою, а тим проміжком часу, упродовж якого ця сила діє.
Внаслідок переміщення тіла, на яке діє сила, ця сила виконує роботу.

## Інше
У фізиці існує чимало понять, для позначення яких використовується слово сила, хоча вони не є силами, як це розуміється в механіці. Їхні назви склалися історично. До таких понять належать електрорушійна сила, оптична сила, сила світла, кінська сила та інші.
Термін сила часто вживається в переносному значенні, наприклад, сила доказу, сила духу, політична сила.